# S/2006 S 1
S/2006 S 1 est l'une des lunes de Saturne. Sa découverte fut annoncée par David Jewitt, Scott S. Sheppard, Jan Kleyna, et Brian G. Marsden le 26 juin 2006, d'après des observations faites entre le 4 janvier 2006 et le 30 avril 2006.
Des observations supplémentaires entre 2005 et 2007 sont annoncées le 25 novembre 2019, confirmant l'existence de ce satellite.